# Kept Husbands
Kept Husbands is een Amerikaanse dramafilm uit 1931 onder regie van Lloyd Bacon met in de hoofdrollen Dorothy Mackaill en Joel McCrea. 

## Verhaal
De metaalarbeider Dick Brunton redt het leven van twee medewerkers in de fabriek. Zijn baas Arthur Parker nodigt hem uit voor een etentje. Daar maakt hij kennis met diens dochter Dot. Zij is onder de indruk van Dick en zweert haar vader binnen de maand met hem te trouwen.

## Rolverdeling
| Acteur              | Personage          |
| ------------------- | ------------------ |
| Dorothy Mackaill    | Dot Parker Brunton |
| Joel McCrea         | Dick Brunton       |
| Ned Sparks          | Hughie Hanready    |
| Mary Carr           | Mevrouw Brunton    |
| Clara Kimball Young | Henrietta Post     |
| Robert McWade       | Arthur Parker      |
| Bryant Washburn     | Charlie Bates      |
| Florence Roberts    | Henrietta Parker   |
| Freeman Wood        | Llewllyn Post      |